# Gollersattel
Der Gollersattel ist ein 790 m ü. A. hoher Gebirgspass im Grazer Bergland im österreichischen Bundesland Steiermark. Die Gollerstraße L357 verbindet das westliche Vorland der Bezirkshauptstadt Weiz mit dem Passailer Becken und dem Almenland.

## Lage und Landschaft
Der Gollersattel bildet einen unscheinbaren Einschnitt zwischen dem Harl (1136 m) im Westen und dem Schachner Kogel (828 m) im Osten und liegt etwa 250 Höhenmeter rechtsufrig über der Raabklamm. Da beide Seiten letztlich zur Raab abfallen, stellt der Pass nur eine sehr kleinräumige Wasserscheide dar. Der geologisch dem Grazer Paläozoikum zuzurechnende Mittelgebirgsrücken der Burgstaller Höhe ist aus Schöcklkalk aufgebaut und weist Verkarstungserscheinungen auf. Einige der unterirdischen Wässer des Garracher Waldes westlich und östlich des Gollersattels treten in der Raabklamm als Schichtquellen aus. Die Passhöhe befindet sich im Gemeindegebiet von Gutenberg und ist durch mehrere Forststraßen erschlossen.

## Charakteristik

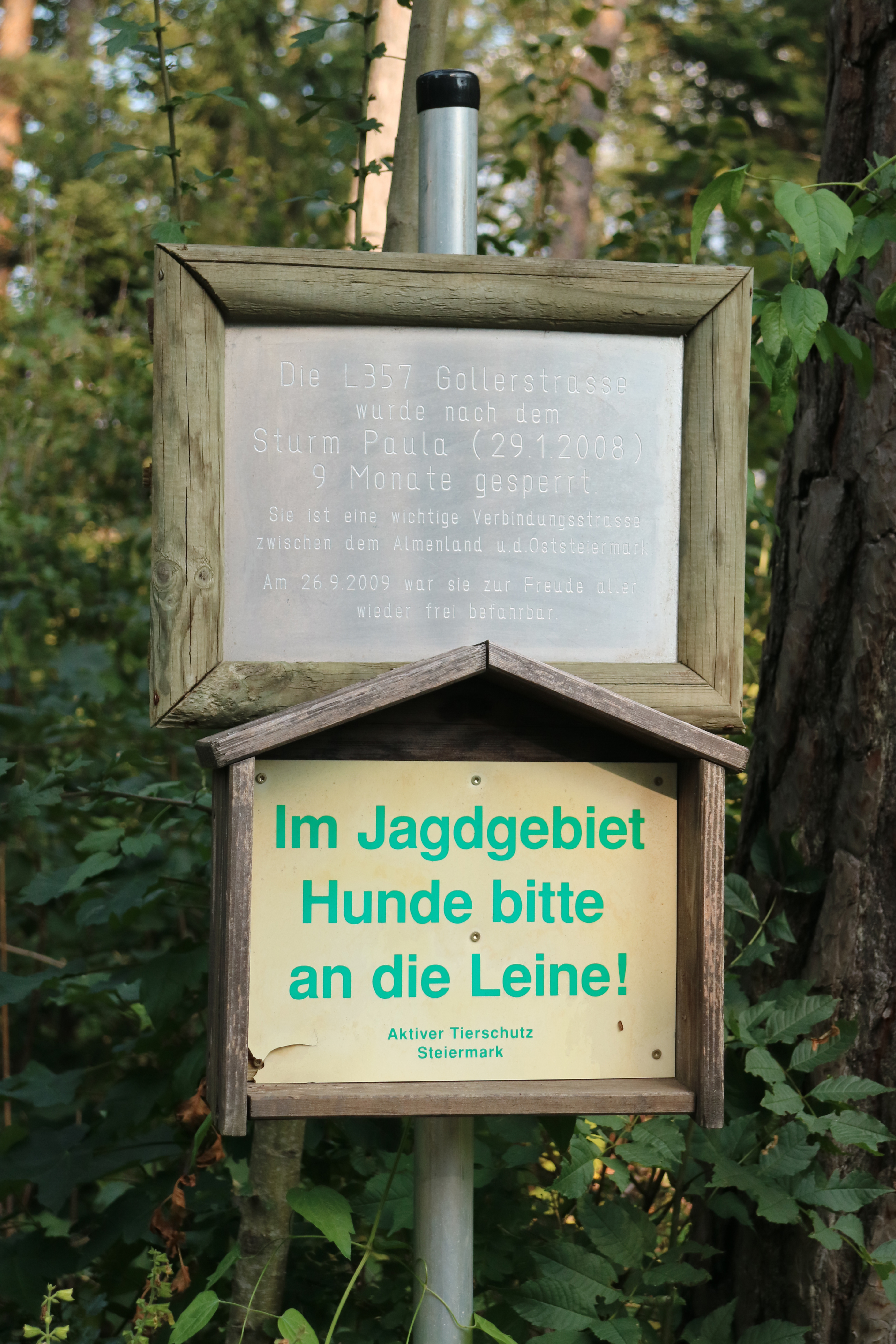
Hinweistafel (oben) zur sturmbedingten Sperre

Die Gollerstraße (L357) führt von Kleinsemmering an der Raab durch den Gemeindehauptort Gutenberg an der Raabklamm hinauf nach Sandgruben (744 m) und von dort wieder leicht abwärts nach Garrach (682 m). Die Südrampe verläuft anschließend durch den Garracher Wald zur Passhöhe. Der nordseitige Straßenverlauf schmiegt sich parallel zur darunterliegenden Raabklamm an den Nordosthang von Harl und Zwölferkogel. Von der Abzweigung in Arzberg führt die Straße entlang des Moderbaches noch zwei Kilometer weiter und endet in Seilnergraben an der Rechberg Straße (B 64).
Die L357 bildet neben dem weniger gut ausgebautem Gösserweg am gegenüberliegenden Ufer einen von zwei Verkehrswegen zur kleinräumigen Überwindung der Raabklamm. Bei Sperren der stark frequentierten Weizklamm dient sie vor allem Pendlern und Ausflugsverkehr aus dem Raum Weiz als Ausweichstrecke.
Größeren LKW wird sie aufgrund der geringen Breite manchmal zum Verhängnis. In Folge der durch das Sturmtief Paula im Jänner 2008 verursachten Forstschäden musste der Gollersattel selbst über einen Zeitraum von mehreren Monaten gesperrt werden. Vollständig frei befahrbar war die Strecke erst wieder im September 2009.

## Motorsport
Die Strecke über den Gollersattel war bereits mehrmals Austragungsort von Sonderprüfungen im Rahmen der Rallye Weiz. Bereits im September 1952 führte die in Bad Aussee gestartete, zweite Etappe der 27. Internationalen Sechstagefahrt, eines prestigeträchtigen Endurorennens, von Norden her über den Pass.